# Robinson-Gabriel-synthese
Een Robinson-Gabriel-synthese is een chemische reactie, waarbij oxazolen door dehydratie uit 2-acylaminoketonen worden gevormd:
Vroeg gebruikte men zwavelzuur als dehydrator, maar nu wordt vooral fosforoxychloride gebruikt.